# Hafsen
Hafsen är en sjö i Falu kommun i Dalarna och ingår i Dalälvens huvudavrinningsområde. Sjön är 22 meter djup, har en yta på 0,255 kvadratkilometer och är belägen 326,1 meter över havet. Sjön avvattnas av vattendraget Hafsbäcken. Vid provfiske har abborre, gädda, sik och siklöja fångats i sjön.

## Delavrinningsområde
Hafsen ingår i det delavrinningsområde (674885-150579) som SMHI kallar för Ovan 674555-150715. Medelhöjden är 320 meter över havet och ytan är 7,73 kvadratkilometer. Det finns ett avrinningsområde uppströms, och räknas det in blir den ackumulerade arean 12,82 kvadratkilometer. Hafsbäcken som avvattnar avrinningsområdet har biflödesordning 4, vilket innebär att vattnet flödar genom totalt 4 vattendrag innan det når havet efter 255 kilometer. Avrinningsområdet består mestadels av skog (87 procent). Avrinningsområdet har 0,26 kvadratkilometer vattenytor vilket ger det en sjöprocent på 3,3 procent.